# Doboj Istok
Doboj Istok ist eine kleine, ländliche Gemeinde im Kanton Tuzla in Bosnien und Herzegowina. Die Gemeinde wurde am 10. März 1998 aus fünf Dörfern gebildet, ist 40 km² groß und liegt direkt an der Spreča, einem Nebenfluss der Bosna. Durch den südlichen Teil der Gemeinde verläuft die M4, welche die Gemeinde verkehrstechnisch mit einigen Nachbargemeinden und mit der Stadt Doboj verbindet. Derzeit hat die Gemeinde 10.866 Einwohner.

## Gliederung
Doboj Istok besteht aus fünf Ortsteilen:
- Stanić Rijeka (928 Einwohner)
- Lukavica Rijeka (1163 Einwohner)
- Brijesnica Mala (1766 Einwohner)
- Brijesnica Velika (2145 Einwohner)
- Klokotnica (5027 Einwohner)

## Gemeindepartnerschaft
Doboj Istok unterhält seit 2012 eine Partnerschaft mit der italienischen Stadt Bucine in der Provinz Arezzo.